# Aprasia rostrata
Aprasia rostrata là một loài thằn lằn trong họ Pygopodidae. Loài này được Parker mô tả khoa học đầu tiên năm 1956.